# Lovčev gambit
ECO klasifikacija: C33
Lovčev gambit je varianta šahovske otvoritve, imenovane sprejeti kraljev gambit. Lovčev gambit se začne s potezami:
- 1.e4 e5 2.f4 exf4 3.Lc4